# عبد المعز شاكر
المقرئ الحاج عبد المعز بن شاكر بن سعيد بن خميس الأعظمي هو قارئ القرآن العراقي والمجود بالمقامات العراقية المعروف في بغداد.

## نشأته ودراسته
ولد في عام 1374هـ/ 1955م في محلة الشيوخ في الأعظمية بمدينة بغداد، ولقد أكمل دراسته الابتدائية في مدرسة المنذرية عام 1967م ثم أكمل الثانوية المركزية في الدراسة المسائية عام 1975م، ثم دخل معهد الفنون التطبيقية فحصل على شهادة الدبلوم الفني في مجال التصميم التجاري والصناعي، وأكمل الدراسة المسائية في جامعة بغداد في كلية القانون عام 1995م، وهو يمارس مهنة المحاماة الآن.

## حياته مع القرآن
تعلم تلاوة القرآن الكريم على الطريقة البغدادية منذ طفولتهِ وكان والدهِ المقرئ شاكر سعيد المتوفى سنة 1973م هو من قراء جامع الامام أبي حنيفة ولقد أخذ الانغام البغدادية من السيد شهاب الاعظمي وسجلت لهُ الإذاعة العراقية بعد ان اجتاز الاختبارات بنجاح في عام 1972م أي في سن السابعة عشرة من عمرهِ مما يدل على مقدرته الفائقة في القراءة البغدادية.

## حياته المهنية
عين مقرئاً للقرآن الكريم في جامع الإمام أبي حنيفة عام 1973م، ثم انتقل منه إلى جامع أبي يوسف في الكاظمية عام 1975م، ثم جامع سراج الدين في الفضل عام 1977م، ثم تولى الإمامة سنتين في جامع الخلفاء مع الشيخ جلال الحنفي، وكان معجباً بقراءته للقرآن، ثم عين إماماً وخطيباً في جامع عادلة خاتون قرب جسر الصرافية من عام 1985م إلى ان أحال نفسه على التقاعد عام 1993م. واشترك في مسابقة القرآن الكريم بماليزيا عام 1994م، وحصل على المرتبة الرابعة من بين (25) دولة وهذه أعلى مرتبة حصل عليها قارئ قرآن عراقي في حينها وقد أقامت وزارة الأوقاف احتفالاً كبيراً في جامع الإمام أبي حنيفة بهذه المناسبة وحضرهُ العديد من رجال الدين من العلماء والقراء.

## إنجازاته ومؤلفاته
المقرئ عبد المعز شاكر لهُ عدة مؤلفات كما انه مارس مهنة الصحافة في عقد الثمانينيات من القرن العشرين، وبرع فيها وعمل صحفياً في عدد من الصحف العراقية ومحررا ثقافيا ومصححا لغويا، وأجرى عدد من اللقاءات الصحفية مع رجال العلم والفكر في العراق ونشر بعض مقالات النقد الأدبي والاجتماعي، ولهُ اهتمام في تأليف الروايات ونشر مجموعة قصصية بعنوان (أماسي بغداد) طبعت في عام 1985م، ثم نشر رواية أخرى في عام 1993م بعنوان باب الشيخ، وهي كبيرة الحجم ثم رواية أخرى نشرها في مصر عام 2007م بعنوان الرماد، وقد حصل على عضوية اتحاد الأدباء والكتاب في العراق عام 1994م.
ووصفهُ الناقد عادل الهاشمي بأنه المقرئ الفنان، وقال الدكتور رشيد العبيدي بحقهِ في أثناء رثاء الحافظ خليل للدلالة على انه الوارث الشرعي لطريقة الحافظ خليل في التلاوة:
ويقصد بـ (مهدي) الحافظ مهدي العزاوي و (محمود) الشيخ الحاج محمود عبد الوهاب، وقد أطرى الشاعر عبد الستار النعيمي السيد عبد المعز شاكر ومما قال فيه: